# Impromidin
{{Drugbox-lat
| Verifiedfields = 
| verifiedrevid = 378676793
| IUPAC_name = -[3-(1H-imidazol-4-il)-propil]-N-(2-{[(4-methil-1H-imidazol-5-il)metil]tio}etil)guanidin
| image = Impromidine.svg
| width =
| image2 =
| width2 =
| tradename =  
| routes_of_administration =
| CAS_number_Ref =  
| CAS_number = 55273-05-7
| ATC_prefix = none
| ATC_suffix =
| PubChem = 41376
| IUPHAR_ligand = 1226
| DrugBank_Ref =  
| DrugBank =
| UNII_Ref =  
| UNII = 931L4X5WMM
| ChEMBL_Ref =  
| ChEMBL = 12608
| C=14 | H=23 | N=7 | S=1 
| molecular_weight = 321,44 g/mol
| smiles = Cc2ncnc2CSCCNC(N)=NCCCc1cncn1
| StdInChI_Ref =  
| StdInChI = 
| StdInChIKey_Ref =  
| StdInChIKey = 
}}
Impromidin (INN) je visoko potentan i specifičan agonist histaminskog 2 receptora.
On se koristi u dijagnostici kao indikator gastričke sekrecije.

## Spoljašnje veze
|  | Molimo Vas, obratite pažnju na važno upozorenje u vezi sa temama iz oblasti medicine (zdravlja). |